# 太阳之下
《太阳之下》（俄语：В лучах солнца，羅馬化：V luchakh solntsa，： taeyang alae）是2015年俄罗斯导演维塔利·弗谢沃洛多维奇·曼斯基在朝鲜拍攝的一部纪录片。影片記錄了北韓平壤市一个家庭一年的生活，這家人的女儿准备在光明星节當天加入朝鲜少年团，故事围绕此事展开。
虽称为“纪录片”，但片中出镜者都为演员。朝鲜政府主导了影片挑选演员、编写剧本、指导演员说台词和表演等过程。当局每日审查拍摄的画面，删减内容。电影展现的情况也与现实不一致，如片中父亲和母亲分别在服装厂和豆浆厂工作，但现实中父亲是记者，母亲在餐厅上班。
当局只批准三人进入朝鲜，分别是导演曼斯基、摄影师亚历山德拉·伊万诺娃和一位音响助理。拍摄团队整天开着摄像机，记录下当局对演员发号施令的情景，并在当局审查拍摄片段前复制拍摄内容。上映后，电影获得香港国际电影节陪审团奖等众多奖项。

## 剧情梗概
《太阳之下》描绘了朝鲜平壤一个家庭一年的生活。故事围绕女儿李珍美（리진미）准备在光明星节（金正日生日）加入朝鲜少年团展开。
电影涵盖了家庭聚餐、珍美接受民族主义教育、母亲在豆浆厂工作、瞻仰金日成金正日肖像、加入朝鲜少年团等场景。

## 制作

### 前期准备
导演曼斯基出生于苏联时代，在拍摄前从未去过朝鲜。他对朝鲜的印象是“类似苏联的国家”，在此背景下希望电影能发挥“时光机”的作用，让人们更加理解斯大林统治下的苏联。曼斯基访朝后，认为朝鲜比苏联“更加严厉和残酷”。根据他的说法，“从外表看，朝鲜就像20世纪30年代的苏联”，但苏联有剧院、图书馆、电影等文化，苏联人善于批判性思考，会抱怨自己不喜欢的事物；相比之下，朝鲜没有任何文化记忆，“每个人看起来都很满意，满足于现状。这就是我想在纪录片中描绘的。”
为获得在朝鲜拍摄电影的许可，俄罗斯电影公司Vertov.Real从2013年便开始与朝鲜文化省谈判，谈判持续了两年。该电影最终确定为描写平壤8岁女学生李珍美和家人，重点落在她准备在光明星节加入朝鲜少年联合会的情景。拍摄团队获得许可前往朝鲜开展一次考察、进行三次为期15天的拍摄，但条件是，文化省将监督和批准拍摄过程的每个环节，包揽创作剧本、选择角色、批准使用的摄像机等工作。
抵朝后，根据当局要求，曼斯基不能独自前往任何地方，也不能直接与普通民众交流。曼斯基发觉到朝鲜政府打算拍摄的是宣传片，因此背着朝鲜官员，将摄像机整天开着，决定利用未经当局批准的镜头揭露幕后花絮。
电影最初由Vertov.Real公司资助，后来又获得了德国Saxonia Entertainment、中德廣播公司以及捷克的Hypermarket Films公司的资助。根据与朝鲜政府签订的合同，朝鲜文化省获得联合制片人挂名，尽管文化省没有提供资金。

### 拍摄过程
曼斯基的团队只能在政府指定的地点拍摄批准的场景，并由朝鲜工作人员陪同监督。联合制片人西蒙尼·鲍曼称，这个过程对习惯于创作自由的曼斯基来说“难以忍受”，曼斯基“离开酒店房间时，总要有朝鲜官员跟着他”。

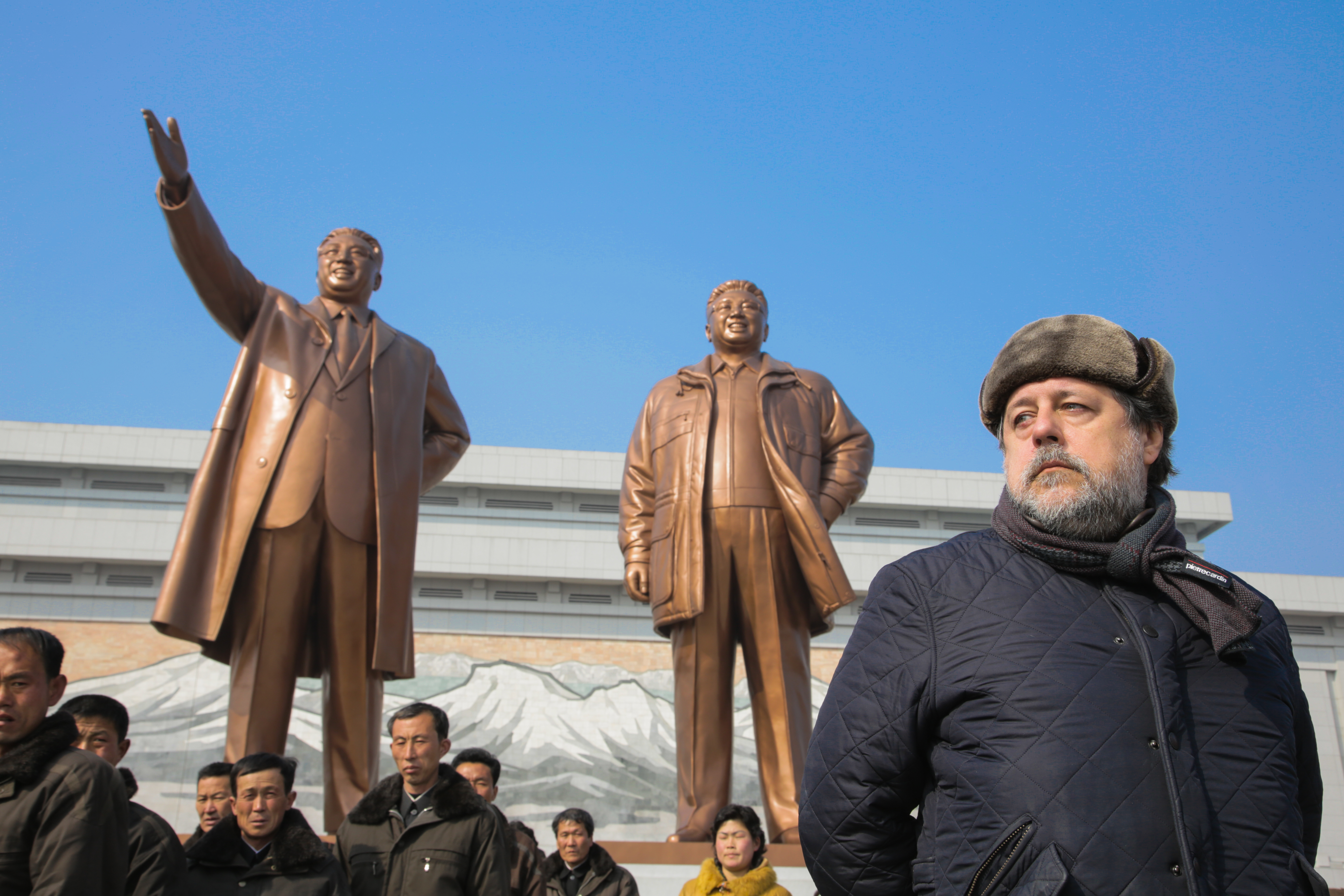
2014 年，曼斯基在平壤万寿山大纪念碑

拍摄团队使用“暗访”手段，在朝鲜官员不知情的情况下，整天开着摄像机。朝鲜方面人员排练、指导角色台词和动作的画面，都被摄影机记录了下来。每天拍摄结束后，朝鲜当局都会审查镜头，删除他们认为不合适的片段。为了绕过审查，团队把所有的镜头保存到两个单独的存储卡中，曼斯基把其中一张卡交给工作人员检查，同时把另一张卡藏起来。于是未受审查的片段便保留了下来，摄制组将完整的镜头偷运出朝鲜。
面对当局对人物和剧本的控制，导演曼斯基用了很多拍摄手法，如：使用隐藏的摄像机镜头；把镜头突然对准人们的脸，让他们吃惊；用假摄像机分散注意力等。导演意图达到让被拍摄者“毫无思想准备”，进而“捕捉不知不觉中的生活”之效。在酒店休息时，团队担心当局窃听谈话或偷窃拍摄素材，用暗号来讨论工作，甚至在晚上用家具顶着门。
两次拍摄过后，朝鲜方面宣布以埃博拉疫情爆发为由取消第三个拍摄期，团队与在朝鲜的合作方失去联系。联合制片人鲍曼将其归咎于朝鲜官方故意取消：“他们不喜欢我们拍摄时带着哪怕一点点恼怒”。
仅含有获得批准场景的电影版本时长为60分钟，而包含未经批准镜头的“导演剪辑版”时长为106分钟。

## 后续
朝鲜政府在发现摄制组将未经批准的镜头偷运出境并纳入电影后，向俄罗斯外交部提出抗议，要求禁止放映。此外俄罗斯一些亲朝鲜民族主义政客同样表示反对。最终，该片仍在俄罗斯的电影节上展映。
导演曼斯基为了保护主角珍美和她的家人，删减了一些“可能对他们不利的素材”。珍美的母亲在接受朝鲜媒体采访时，痛斥电影制作不诚实、剪辑有选择性，导演指挥自己的女儿，利用她制作“反朝鲜电影”。“我们以为他只是为了朝鲜和俄罗斯之间的文化交流而拍摄一部纪录片。”后来，在朝鲜劳动党代表大会上向国家领导人金正恩献花的花童被证实是珍美，引发外界关注。
朝鲜曾以讨论“紧急事件”为由邀请曼斯基重返该国，遭到曼斯基拒绝，因为“我知道如果我回去，会发生什么事情”。

## 反响

### 评价
2016年1月，纽约现代艺术博物馆的电影节策展人称将不放映《太阳之下》，以免朝鲜黑客发动网络攻击，此前已有针对讽刺电影《采访》攻击的先例。当年6月，博物馆发言人玛格丽特·道尔又回应，该片“被错误地取消了邀请”，涉事策展人已不再受雇于本博物馆。
《太阳之下》获得的评价以正面为主。在烂番茄上，32位影评人给出的评论中，94%为正面评论，平均得分为7.7分（满分10分）。在Metacritic上，14位影评人为该片打出了81分（加权平均，满分100分），显示“普遍好评”。
《好莱坞报道者》在评论中写道，朝鲜人“被囚禁在一个伪装成人间天堂、实为地狱般的警察国家中，他们的笑容是欢快的，但他们的眼神是恐惧的”。香港国际电影节陪审团评论道：“在朝鲜政府的严格操控下，曼斯基抓住了朝鲜捏造的完美形象中的荒谬。真实与虚假的对比，让人通过孩子看到真正的人类情感。”
俄罗斯前文化部部长米哈伊尔·施威德克伊（Mikhail Shvydkoy）谴责曼斯基，担忧纪录片的朝鲜参与者受到生命威胁。
纽约大学的罗伯特·博因顿（Robert Boynton）在关于朝鲜绑架日本公民的书《仅限邀请区》 中说：“这部电影证实了这样一个事实：一切都是经过精心策划的。我们看到的都是他们想让我们看到的，人物的台词是灌输给他们的，一切都是精心设计的。” 博因顿还认为珍美的家人不会因为这部电影而遭受任何后果，不过“那些谈判并允许曼斯基进入该国的人，其次是那些指导他的团队的看护人”“可能会遇到麻烦”。
韩国时任总统朴槿惠在儿童节当日观看该电影，其后表示“感到有必要照顾朝鲜儿童，他们在儿童节这天过着贫困、没有梦想的生活。我希望这部电影成为一个引领朝鲜无核化、照顾朝鲜人民及其孩子生活的机会”。对此珍美的母亲则在回应中说：“不要愚弄我们年轻的珍美”、“我们珍美的一生，充满着幸福与荣耀，充满着希望与才华”。

### 获奖与提名[23]
| 年份 | 奖项                            | 类别         | 结果 |
| ---- | ------------------------------- | ------------ | ---- |
| 2015 | 塔林黑夜电影节                  | 最佳导演     | 獲獎 |
| 2015 | Ji.hlava国际纪录片电影节        | 最佳纪录片   | 獲獎 |
| 2016 | 大克里斯托弗奖                  | 最佳纪录片   | 獲獎 |
| 2016 | Millennium Docs Against Gravity | 大奖赛       | 獲獎 |
| 2016 | 香港国际电影节                  | 评审团奖     | 獲獎 |
| 2016 | 香港国际电影节                  | 金火鸟奖     | 提名 |
| 2016 | 亚太电影大奖                    | 最佳纪录长片 | 提名 |